# Syrakowie
Syrakowie – Syrachowie (ros. Сираки, Сирахи) – starożytny lud sarmacki.

## Źródła wiedzy
Wiedzę o życiu Syraków czerpiemy głównie z badań zespołów grobowych, chociaż i autorzy starożytni, jak Herodot czy Strabon, wspominają ten lud w swoich dziełach. Również zachowane gdzieniegdzie inskrypcje bosporańskie dają nam garść informacji o Syrakach.

## Dzieje Syraków
Ich pierwotne siedziby znajdowały się na stepach w dolinie rzeki Manycz, na południowy wschód od dolnego Dniepru. Herodot uważał ich, obok Jazygów, za najbardziej wysunięty na południowy zachód lud sauromacki. Pod naciskiem ludów kultury prochorowskiej – Roksolanów i Aorsów – opuścili swoje siedziby i od drugiej połowy IV wieku p.n.e. zamieszkiwali w dolinie rzeki Kubań i na terenach na północ od północno-zachodniego Kaukazu (północno-zachodni Kaukaz Północny), na wschód od pasa nadbrzeżnego, zamieszkanego przez plemiona meockie.
Nowe terytorium Syraków sąsiadowało z Królestwem Bosporańskim, a ich władcy byli często wciągani w wewnętrzne sprawy Bosporańczyków. Już w 309 p.n.e. wzięli udział w walce między trzema braćmi o sukcesję tronu bosporańskiego. Poparli wówczas Eumelosa przeciwko Satyrosowi II, wspieranemu przez krymskich Scytów, który też ostatecznie pokonał brata i zasiadł na tronie bosporańskim.
Byli jedynym ludem sarmackim, który pod koniec okresu wczesnosarmackiego, czyli pod koniec III wieku p.n.e., nie opuścił swojej ojczyzny. Brali udział w walce przeciwko wojskom pontyjskim Diofantesa pod koniec II wieku p.n.e. oraz w podboju Królestwa Bosporańskiego przez Mitrydatesa VI Eupatora. Strabon pisał, że w tym okresie nie byli zbyt licznym ludem – około 66-63 p.n.e. ich władca Abeakos miał do dyspozycji tylko 20 000 zbrojnych jeźdźców, natomiast władca sąsiednich Aorsów Spaldines miał ich 200 000.
W czasie walk dynastycznych w 49 n.e. Zosines, król Syraków, popierał Mitrydatesa VIII, prawnuka Mitrydatesa VI Eupatora, przeciwko jego przyrodniemu bratu Kotysowi sprzymierzonemu z Rzymem. Stoczono kilka bitew, w których po stronie Rzymian wzięli udział także Aorsowie. Ostatecznie Mitrydates i Syrakowie zostali pokonani. Zosines, aby ocalić swoje królestwo, dążył do pokoju i uznał zwierzchnictwo Rzymu.
Nie znamy późniejszych źródeł pisanych dotyczących Syraków. Lata od 49 do 193 n.e. były stosunkowo spokojne, w owym okresie w wyniku ścisłych związków z Królestwem Bosporańskim Syrakowie stali się najbardziej zhellenizowanym ludem Sarmatów, przyczyniając się zarazem znacznie do sarmatyzacji Królestwa Bosporańskiego, a proces ten był na tyle zaawansowany, że obecnie wyposażenie grobów górnej warstwy społecznej Syraków trudno odróżnić od wyposażenia grobów arystokracji bosporańskiej. Pokój ten skończył się w 193 p.n.e. – napis, który został odnaleziony w Tanais, głosił zwycięstwo Bosporańczyków nad Syrakami właśnie w tym roku.
Na początku II wieku n.e. część terytorium Syraków dostało się pod władzę Alanów, w związku z czym część Syraków opuściła swoje dotychczasowe siedziby i udała się na zachód. Osiedlili się na stepach nad dolnym Dniestrem i w Besarabii, gdzie znaleziono bogate groby z II i III wieku n.e., wyposażone jak książęce groby syrackie z Kubania. Ta część Syraków, którzy pozostali w swojej ojczyźnie, podobnie jak mieszkające na Kubaniu Meoci, została wchłonięta przez napływające plemiona alańskie. Wytworzony wtedy konglomerat ludów znalazł się pod wpływem kultury syrackiej, co znalazło odbicie w obrządku pogrzebowym, układzie ciał w pochówkach i wyposażeniu grobowym.

## Zajęcia ludności
Ludność syracka składała się częściowo z koczowniczych pasterzy mieszkających na wozach i w namiotach, częściowo zaś z osiadłych rolników. W dolinie rzeki Kubań odkryto wiele stałych osiedli, przeważnie grodzisk z domami zbudowanymi z ubitej gliny. Mieszkańcy zajmowali się uprawą pszenicy, jęczmienia i prosa oraz hodowlą zwierząt – bydła, koni, owiec i świń. W gospodarce duże znaczenie miało również rybołówstwo. Osady były także ośrodkami rzemiosła, pozostającego pod silnym wpływem bosporańskim.

## Hierarchia społeczna
W społeczeństwie Syraków panował ścisły podział na warstwy społeczne. Na szczycie znajdowali się królowie i książęta, stojący na czele hierarchii warstw społecznych szeroko zróżnicowanych pod względem bogactwa i przywilejów. O znacznym rozwarstwieniu społeczeństwa świadczy różnorodność pochówków i wyposażenia grobowego.

## Cmentarzyska
Pochówki syrackie reprezentują dwa typy: „płaskie" nekropole, gdzie chowano większość pospólstwa, oraz książęce kurhany wyłącznie dla klas wyższych. Największe z płaskich cmentarzysk znajduje się w Ust'-Łabińsku.
Z kolei kurhany syriackie z terenów nad Kubaniem są znacznie bogatsze od grobów innych grup sarmackich tego okresu. Należą do nich kurhany z Ust'-Łabińska leżące obok płaskiego cmentarzyska, groby z Wozdwiżeńskiej i Armawiru oraz kurhan Zubowskij.
Z zabytków świadczących o przemieszczeniu się części ludności syrackiej na zachód pod wpływem Alanów należy wymienić wyposażenie grobu książęcego z Trajan koło Bałty nad dolnym Dniestrem oraz, położony prawie 160 km bardziej na południe, kurhan królewski lub książęcy z Olenesti koło Bender w Mołdawii.